# 富阳站
富阳站是杭黄客运专线的车站，位于中国浙江省杭州市富阳区大源镇亭山村，2018年10月完工，同年12月25日随杭黄客运专线的开通而启用。富阳站是富阳区境内第一座铁路车站，结束了富阳不通铁路的历史。

## 车站结构

### 站房
富阳站站房采用了“富春山居、山水驿站”的设计理念。站房的外形提炼了浙江民居中坡屋顶这一元素，抽象成简洁的双坡折屋面。站房的正立面全部采用玻璃幕墙。车站内设有黄公望原作的《富春山居图》壁画。
车站站房总建筑面积为12000平方米，共有三层；地下一层，地上两层。地上一层为售票处、出站口和第一候车室，主要为下行二号站台列车检票；地上二层为二楼候车室，主要为上行一号站台列车检票；出站口位于站房西侧。地下一层设有提供150个车位的停车场，并预留了地铁出入口。
- 售票处
- 候车室
- 候车室一层与二层间的扶梯
- 站房与站台间走廊

### 站场
富阳站站场设2台4线。
| 2F   | 侧式站台 | 侧式站台                              |
| 2F   | 2站台    | 杭黄客运专线 往黄山北方向（桐庐站）   |
| 2F   | 通过线   | 杭黄客运专线 下行列车通过线           |
| 2F   | 通过线   | 杭黄客运专线 上行列车通过线           |
| 2F   | 1站台    | 杭黄客运专线 往杭州南方向（杭州南站） |
| 2F   | 侧式站台 |                                       |
| 2F   | 站房     | 二楼候车室                            |
| 1F   |          | 售票处、进站口、一楼候车室            |
| 地面 |          | 出站口、公交                          |

## 接驳交通
《浙江省都市圈城际铁路二期建设规划（2017-2022年）》中规划了一条连接富阳站和富阳西站的地铁线路，该线路将经过富阳站的站前广场，站名暂定为“亭山路站”。富阳站站房的地下一层也为地铁预留了出入口。

### 接驳公交
富阳站周边设有名为“高铁富阳站”的公交站，为以下线路的起讫站。

| 高铁富阳站 | 高铁富阳站                         | 高铁富阳站 | 高铁富阳站 | 高铁富阳站 |
| 编号       | 路线                               | 路线       | 路线       | 备注       |
| ---------- | ---------------------------------- | ---------- | ---------- | ---------- |
| 605        | 富阳客运西站                       | ⇆          | 高铁富阳站 |            |
| 606        | 富阳区第一人民医院（医疗卫生中心） | ⇆          | 高铁富阳站 |            |
| 623        | 富阳客运西站                       | ⇆          | 高铁富阳站 |            |
| 654        | 东洲公交站                         | ⇆          | 高铁富阳站 | 原2129路   |